# 海根多夫
海根多夫（德語：Heygendorf，發音：[ˈhaɪɡn̩ˌdɔʁf]）是德国图林根州基夫霍伊瑟县曾经的一个市镇，面积9.38平方千米，2017年12月31日人口为536人。2019年1月1日，海根多夫与市镇福格特施泰特并入市镇阿尔滕。